# 全日本アンダージュニアボクシング王座決定戦
全日本アンダージュニアボクシング王座決定戦（ぜんにほんアンダージュニアボクシングおうざけっていせん）は、日本ボクシング連盟（JABF）が主催し、2014年に第1回が開催された小学5、6年生と中学生のアンダージュニア（UJ）によるボクシング大会である。

## 概要
それまでUJの全国大会である全日本アンダージュニアボクシング大会は冬場に開かれていたが、同大会はワンマッチの交流試合という位置付けであった。2014年に各階級につき1人の「真のチャンピオン」を決める初の大会として、都道府県〜ブロック〜東（西）日本の代表選考試合を勝ち抜いた精鋭が集い大阪府立体育会館で開催された。
2019年の第6回からは会場を墨田区総合体育館に移し、小学1年から4年生を対象にした全日本ゴールデンキッズマスボクシング大会も併催されることになった。また、12月26日におなじく墨田区総合体育館にて日本プロボクシング協会等主催ジュニア・チャンピオンズリーグ全国大会との中学生年代の対抗戦「第1回キッズボクシング統一王座決定戦」が開催される。

## 階級
男女共通
小学生の部（5・6年生）
- 31㎏級（28㎏超）
- 34㎏級
- 37㎏級
- 40㎏級
- 43㎏級
- 46㎏級
- 49㎏級
- 52㎏級
- 56㎏級

中学生の部
- 33㎏級（30㎏超）
- 36㎏級
- 39㎏級
- 42㎏級
- 45㎏級
- 48㎏級
- 51㎏級
- 54㎏級
- 57㎏級
- 60㎏級
- 64㎏級
- 68㎏級
- 72㎏級

## 開催記録
| 回 | 年月日        | 会場                                        | 備考             |
| -- | ------------- | ------------------------------------------- | ---------------- |
| 1  | 2014年8月23日 | 大阪府立体育会館 （エディオンアリーナ大阪） |                  |
| 2  | 2015年8月22日 | 大阪府立体育会館 （エディオンアリーナ大阪） |                  |
| 3  | 2016年8月28日 | 大阪府立体育会館 （エディオンアリーナ大阪） |                  |
| 4  | 2017年8月13日 | 大阪府立体育会館 （エディオンアリーナ大阪） |                  |
| 5  | 2018年8月18日 | 大阪府立体育会館 （エディオンアリーナ大阪） |                  |
| 6  | 2019年8月24日 | 墨田区総合体育館                            | これより持ち回り |
| 7  | 2020年        | （中止）                                    |                  |
| 8  | 2021年8月21日 | 和歌山県立体育館                            |                  |
| 9  | 2022年8月28日 | アダストリアみとアリーナ                    |                  |
| 10 | 2023年8月27日 | 東和薬品RACTABドーム                        |                  |
| 11 | 2024年7月16日 | アダストリアみとアリーナ                    |                  |
| 12 | 2025年8月4日  | 兵庫県立武道館                              |                  |

## 主な優勝経験者
- 堤駿斗
- 荒本一成
- 岡朱里
- 中垣龍汰朗
- 渡邊海
- 堤麗斗
- 入江聖奈
- 篠原光
- 木下鈴花
- 高橋麗斗
- 富岡浩介

## 参照
- 第1回全日本アンダージュニア王座決定戦 実施要項 (PDF)